# Anna Silk
Anna Catherine Silk (Fredericton, 31 de Janeiro de 1974) é uma atriz canadense. Ela é mais conhecida por interpretar Bo na série de televisão Lost Girl.

## Biografia
Anna Silk nasceu em 1974, em Fredericton, província de New Brunswick, Canadá. Em 1997 completa o bacharelato em Artes na St. Thomas University, na sua terra natal. Iniciou a carreira com duas produções com o teatro St. Thomas, Seven Menus e The Kitchen. Em Novembro de 1999 muda-se para Toronto, visando seguir a carreira de actriz.
Fica conhecida em todo o Canadá num anúncio da NicoDerm, em que protagonizada Deb, uma hospedeira de bordo super-stressada por estar a tentar deixar de fumar.
Na década de 2000, Anna faz pequenos papéis em diversas séries televisivas como Mutant X e Ghost Whisperer e integra o elenco de alguns filmes canadianos, entre os quais Earthstorm e Where the Truth Lies. Entre 2009 e 2010 participa na série Being Erica , onde interpreta a lésbica Cassidy Holland.
Em 2010 integra o elenco da série Lost Girl, interpretando pela primeira vez uma personagem principal.

## Filmografia
- Undressed (1999) - Becca[1]
- Daring & Grace: Teen Detectives (2000)
- Confessions of a Dangerous Mind (2002)
- Deception (2003)
- Petits mythes urbains (2003)
- Mutant X (2003)
- 1-800-Missing (2003)
- Dead Lawyers (2004)
- Puppets Who Kill (2004)
- Love Rules! (2004)
- Anonymous Rex (2004)
- Where the Truth Lies (2005)
- The Perfect Neighbor (2005)
- Earthstorm (2006)
- Angela's Eyes (2006)
- Legacy of Fear (2006)
- The Jane Show (2007)
- Do Not Bend (2007)
- 'Til Death Do Us Part (2007)
- The Company (2007)
- Breakfast with Scot (2007)
- Voicemail (2007)
- Being Erica (2008-2010) - Cassidy Holland
- Ghost Whisperer (2008) - Haylie, no episódio "Big Chills"
- Billable Hours (2008)
- Lost Girl (2010) - Bo
- Republic of Doyle (2011) - Tanya St. Croix, no episódio "St. John's Town"